# Broholmare
Broholmarna (finska: Siltasaarelaiset) var en vänsterinriktad klasskämpande strömning inom de finländska socialdemokraterna (SDP) i början av 1900-talet. Gruppens ursprungliga ledare var tidningen Työmies redaktör Edvard Valpas, som även var känd under namnet "Siltasaaris påve", eftersom tidningens redaktion låg i Broholmen (finska: Siltasaari) i Helsingfors. Efter storstrejken 1905 anslöt sig många så kallade novembersocialister till gruppen, bland andra Otto Ville Kuusinen, Yrjö Sirola, Kullervo Manner och Edvard Gylling. Man brukar även räkna med Adolf Taimi och Eero Haapalainen i gruppen.
Siltasaarigänget var i ledande positioner i SDP särskilt år 1917 och de påverkade den utveckling som ledde till finska inbördeskriget och många medlemmar av gruppen kom under kriget att få höga positioner i Finska folkdelegationen. Valpas ville dock inte följa sina elever då. Efter kriget lämnade många siltasaari-socialdemokrater SDP för att grunda Finlands kommunistiska parti.